# Gener Rabassa
Gener Rabassa (València ±1342 - després de 1412) fou un jurisconsult.

## Orígens familiars
Fill del també jurisconsult i anomenats igual: Gener Rabassa.
La seva filla i hereva Joana Rabassa es va casar amb Francesc de Perellós i de Pròixita, el qual sembla que per seguir una espècie de tradició familiar va passar a anomenar-se també Gener Rabassa.

## Biografia
El 1378 va ser jurat de València. També fou conseller reial. Era un home de lleis famós.
Figurava a la llista de compromissaris que el justícia d'Aragó (Juan Ximénez Cerdán) i el governador d'Aragó (Gil Ruiz de Lihori) van imposar per celebrar el Compromís de Casp de 1412. Cal destacar, però, que la vintiquatrena de diputats del parlament de Catalunya que havia de votar la llista va acceptar-lo per unanimitat. De totes maneres el seu gendre Francesc de Perellós i de Pròxida va afirmar que patia un sobtat atac de bogeria, per tant els altres vuit compromissaris van considerar-lo inhàbil i van escollir un substitut: Pere Bertran. Se sap, però, que Gener Rabassa era un conegut partidari de Jaume II d'Urgell.